# CARE (hulpverleningsorganisatie)

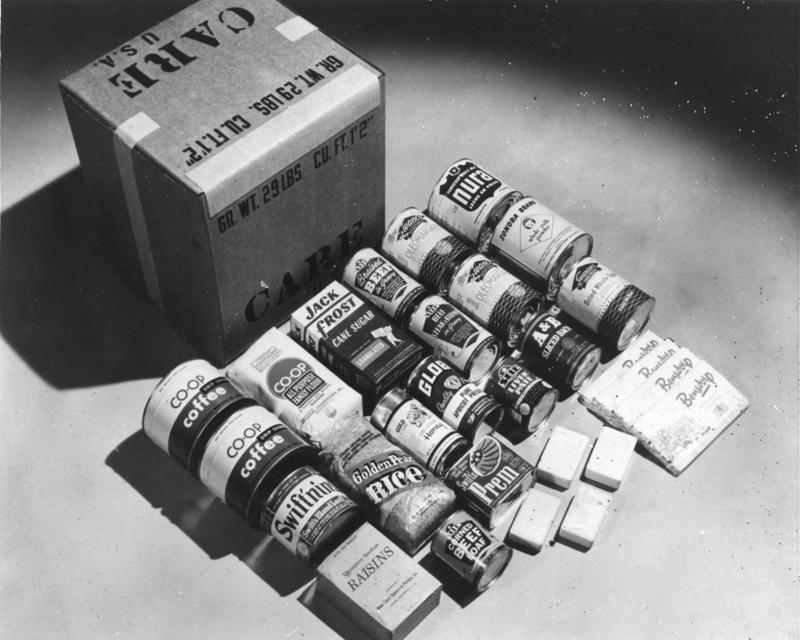
CARE voedselpakket uit 1948

CARE is een grote hulporganisatie die wereldwijd actief is voor zowel noodhulp als ontwikkelingssamenwerking. Het is een niet-gouvernementele organisatie die niet gebonden is aan een bepaalde religieuze of politieke overtuiging. CARE bestaat uit een federatie van nationale lidorganisaties.

## Geschiedenis
CARE werd op 27 november 1945 opgericht als tijdelijk samenwerkingsverband van 22 hulporganisaties in de Verenigde Staten om na de Tweede Wereldoorlog voedselhulp aan Europa te geven in de vorm van voedselpakketten. Het acroniem CARE stond toen voor Cooperative for American Remittances to Europe.
In de jaren nadien is de organisatie steeds verder uitgegroeid:
1. De activiteiten werden uitgebreid tot meer vormen van noodhulp en naderhand ook tot ontwikkelingssamenwerking.
2. Het gebied waarop de activiteiten waren gericht, verruimde zich van Europa tot zich ontwikkelende landen over de hele wereld.
3. CARE groeide uit van een Amerikaanse organisatie tot een internationaal samenwerkingsverband; het acroniem staat tegenwoordig voor Cooperative for Assistance and Relief Everywhere.[1]

## CARE Nederland
CARE Nederland is onderdeel van CARE, en is een humanitaire en ontwikkelingsorganisatie die wereldwijd armoede bestrijdt en levensreddende hulp biedt in noodgevallen. CARE Nederland helpt de allerarmste mensen, op de allermoeilijkste plekken, weerbaar te maken tegen natuurrampen en gewelddadige conflicten. CARE Nederland geeft hierbij bijzondere aandacht aan het werken met arme meisjes en vrouwen, omdat zij, uitgerust met de juiste middelen, de kracht hebben om families en gemeenschappen uit de armoede te helpen. Vorig jaar werkte CARE Nederland in 30 landen en bereikte 2,5 miljoen mensen wereldwijd.

## Geschiedenis
Beseffend dat voor mensen die alles hebben moeten achterlaten zonder hulp nauwelijks toekomst is, vroeg Minister van Ontwikkelingssamenwerking Jan Pronk direct na een bezoek aan Somalië aan de SNV (Stichting Nederlandse Vrijwilligers) om een hulpafdeling op te richten voor mensen in situaties zoals hij daar had gezien. SNV ging in overleg met Novib en Hivos en ze kwamen tot de conclusie dat er behoefte was aan een organisatie die een brug zou kunnen slaan tussen noodhulp en structurele hulp. Op 2 december 1993 werd daartoe de Disaster Relief Agency (DRA) opgericht. Later sloten ook Unicef, Terre des Hommes en de Vereniging Wereldkinderen zich bij het initiatief aan.
DRA was aanvankelijk een samenwerkingsverband waarbinnen Nederlandse ontwikkelingsorganisaties hun inspanningen op het gebied van wederopbouwhulp konden bundelen, maar al snel ging DRA daarnaast ook zelf initiatieven ontplooien. Zoals in Rwanda, waar DRA in 1995 de eerste aanzet gaf tot wederopbouw nadat de gruwelijke strijd tussen de Hutu’s en de Tutsi’s was beëindigd.
In 1996 vroeg het Ministerie van Buitenlandse zaken aan DRA een voorstel te schrijven voor de wederopbouw van Bosnië. Het werd niet alleen het begin van een lange betrokkenheid bij de ontwikkelingen in Bosnië (CARE Nederland is er nog steeds werkzaam), maar het markeert ook het begin van een tot op de dag van vandaag voortdurende hechte samenwerking met het Hoge Commissariaat van de Vluchtelingen (UNHCR) en de noodhulpafdeling van de Europese Unie (ECHO).
Om de naam beter te doen aansluiten bij het werk van DRA op het gebied van wederopbouw, werd de organisatie op 10 maart 1998 opgedoopt in Dutch Relief and Rehabilitation Agency.
In de jaren die volgden, raakte DRA steeds meer verzelfstandigd en nam de behoefte aan internationale samenwerking en efficiency door schaalgrootte sterk toe. Deze ontwikkelingen leidden op 1 juli 2001 tot aansluiting bij het internationale, federatieve samenwerkingsverband van CARE en de naamswijziging in CARE Nederland.
Door internationaal samen te werken beschikt CARE Nederland over meer professionaliteit. Ondanks de naamsverandering en aansluiting bij CARE International, bleven de visie en missie in essentie ongewijzigd.